# Яценевич Віктор Антонович
Віктор Антонович Яценевич (нар. 18 травня 1924 — пом. 1943) — Герой Радянського Союзу (1944, посмертно). У роки німецько-радянської війни телефоніст роти зв'язку 156-го стрілецького полку (16-а литовська стрілецька дивізія, 48-а армія, Центральний фронт).

## Біографія
Народився 18 травня 1924 року в Ленінграді (нині Санкт-Петербург) у родині робітника. Литовець. Навчався в середній школі, потім в 49-м ремісничому училищі.
У РСЧА з 1942 року. На фронтах німецько-радянської війни з травня 1943 року.
Телефоніст роти зв'язку 156-го стрілецького полку (16-а литовська стрілецька дивізія, 48-а армія, Центральний фронт) рядовий В.Яценевич під час бою 5 липня 1943 року біля села Семидворики (в Орловській області), знаходячись на передовому спостережному посту, опинився відрізаним від своїх, проте продовжував по телефону передавати інформацію про дії противника. Був захоплений в полон і по-звірячому закатований.
4 червня 1944 року В. А. Яценевичу присвоєно звання Героя Радянського Союзу (посмертно).
Похований на місці боїв в смт Глазуновка.

## Вшанування пам'яті
У радянський період в смт Глазуновка (Орловської обл.) встановлений бюст в честь В. А. Яценевича.